# Barbados (band)
Barbados is een Zweedse dansband die al wat hitparadesucces heeft gehad. De band werd opgericht in 1992 en is vooral bekend van Melodifestivalen, de Zweedse preselectie voor het Eurovisiesongfestival. Magnus Carlsson was de eerste leadzanger, maar verliet de groep in 2002 en werd lid van Alcazar. Mathias Holmgren verving hem, maar ook hij verliet de groep in 2004. De volgende leadzanger werd Chris Lindh. 

## "Melodifestivalen"
De band nam vier keer deel aan Melodifestivalen:
- 2000: Se mig (2de)
- 2001: Allt som jag ser (2de)
- 2002: Världen utanför (4de)
- 2003: Bye, Bye (10de)

## Discografie

### Met Magnus Carlsson
- 1994: Barbados
- 1997: The Lion Sleeps Tonight
- 1998: Nu kommer Flickorna
- 1999: Belinda
- 1999: Rosalita
- 2000: Kom Hem
- 2000: When the Summer is Gone
- 2002: Världen Utanför

### Met Mathias Holmgren
- 2003: Hela Himlen

### Met Chris Lindh
- 2005: Stolt

### Collecties
- 2001: Collection 1994-2001
- 2003: Rewinder
- 2005: The Best of Barbados